# Тибор фон Фелдвари
Тибор фон Фелдвари (мађ. Tibor von Földváry; Отевењи, 5. јул 1863 — Будимпешта, 27. март 1912) био је мађарски клизач у уметничком клизању. Освојио је златну медаљу на Европском првенству у уметничком клизању, године 1895.

## Такмичарски резултети
- 1895 Европско првенство - Злато
- 1894 Европско првенство - Бронза
- 1892 Европско првенство - Сребро